# انتگرال بارنس
در ریاضیات انتگرالِ بارنِس یا انتگرالِ مِلین–بارنِس یک انتگرال کانتور است که حاصل ضرب یک سری از توابع گاما را در برمی‌گیرد. این انتگرال توسط ارنست ویلیام بارنس معرفی شد و ارتباط تنگاتنگی با سری‌های تعمیم یافته فوق‌هندسی دارد.
این انتگرال معمولاً در امتداد یک کانتور گرفته می‌شود که تبدیلی از محور موهومی است که از سمت راست از تمام قطبهایی ضریب {\displaystyle \Gamma (a+s)} و از سمت چپ از تمام قطبهای ضریبِ {\displaystyle \Gamma (a-s)} عبور می‌کند.

## سری‌های فوق‌هندسی
تابع فوق‌هندسی توسط انتگرال بارنس به این شکل تعریف می‌شود:
{\displaystyle {}_{2}F_{1}(a,b;c;z)={\frac {\Gamma (c)}{\Gamma (a)\Gamma (b)}}{\frac {1}{2\pi i}}\int _{-i\infty }^{i\infty }{\frac {\Gamma (a+s)\Gamma (b+s)\Gamma (-s)}{\Gamma (c+s)}}(-z)^{s}\,ds,}
این معادله را می‌توان با حرکت کانتور به سمت راست و برداشت باقی مانده‌ها در {\displaystyle s=0\,,1\,,\cdots } برای {\displaystyle z\ll 1} و با ادامه تحلیلی این روند در جاهای دیگر بدست آورد. با درنظرگرفتن شرایط همگرایی مناسب، می‌توان انتگرال کلی‌تر بارنس و توابع تعمیم یافته فوق‌هندسیِ {\displaystyle _{p}F_{q}} را به نحوی مشابه به هم مربوط ساخت.

## لِمِ بارنس
نخستین لِمِ بارنِس عبارت است از:
{\displaystyle {\frac {1}{2\pi i}}\int _{-i\infty }^{i\infty }\Gamma (a+s)\Gamma (b+s)\Gamma (c-s)\Gamma (d-s)ds={\frac {\Gamma (a+c)\Gamma (a+d)\Gamma (b+c)\Gamma (b+d)}{\Gamma (a+b+c+d)}}}
این انتگرال آنالوگِ فرمول جمعِ {\displaystyle _{2}F_{1}} گاوس و بسطِ  انتگرالِ بتای اویلر است. این انتگرال بعضاً انتگرال بتای بارنس هم خوانده می‌شود.
دومین لِمِ بارنس عبارت است از:
{\displaystyle {\frac {1}{2\pi i}}\int _{-i\infty }^{i\infty }{\frac {\Gamma (a+s)\Gamma (b+s)\Gamma (c+s)\Gamma (1-d-s)\Gamma (-s)}{\Gamma (e+s)}}ds}{\displaystyle {\frac {1}{2\pi i}}\int _{-i\infty }^{i\infty }{\frac {\Gamma (a+s)\Gamma (b+s)\Gamma (c+s)\Gamma (1-d-s)\Gamma (-s)}{\Gamma (e+s)}}ds}
{\displaystyle {\frac {1}{2\pi i}}\int _{-i\infty }^{i\infty }{\frac {\Gamma (a+s)\Gamma (b+s)\Gamma (c+s)\Gamma (1-d-s)\Gamma (-s)}{\Gamma (e+s)}}ds}{\displaystyle ={\frac {\Gamma (a)\Gamma (b)\Gamma (c)\Gamma (1-d+a)\Gamma (1-d+b)\Gamma (1-d+c)}{\Gamma (e-a)\Gamma (e-b)\Gamma (e-c)}}}
در اینجا {\displaystyle e=a+b+c-d+1}.

## انتگرال کیو-بارنس
این انتگرال‌ها، آنالوگِ انتگرالهای ساده سری‌های فوق‌هندسی هستند و بسیاری از نتایج انتگرالهای بارنس به این انتگرالها هم بسط داده می‌شوند.